# Stormlantaarn

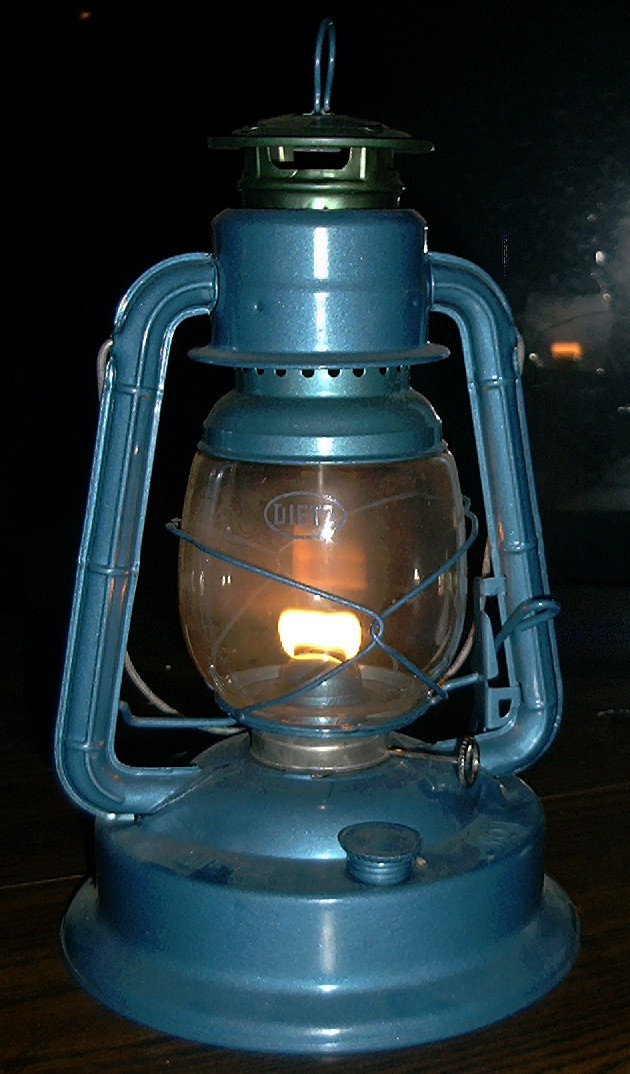
Stormlamp ("cold blast" type)

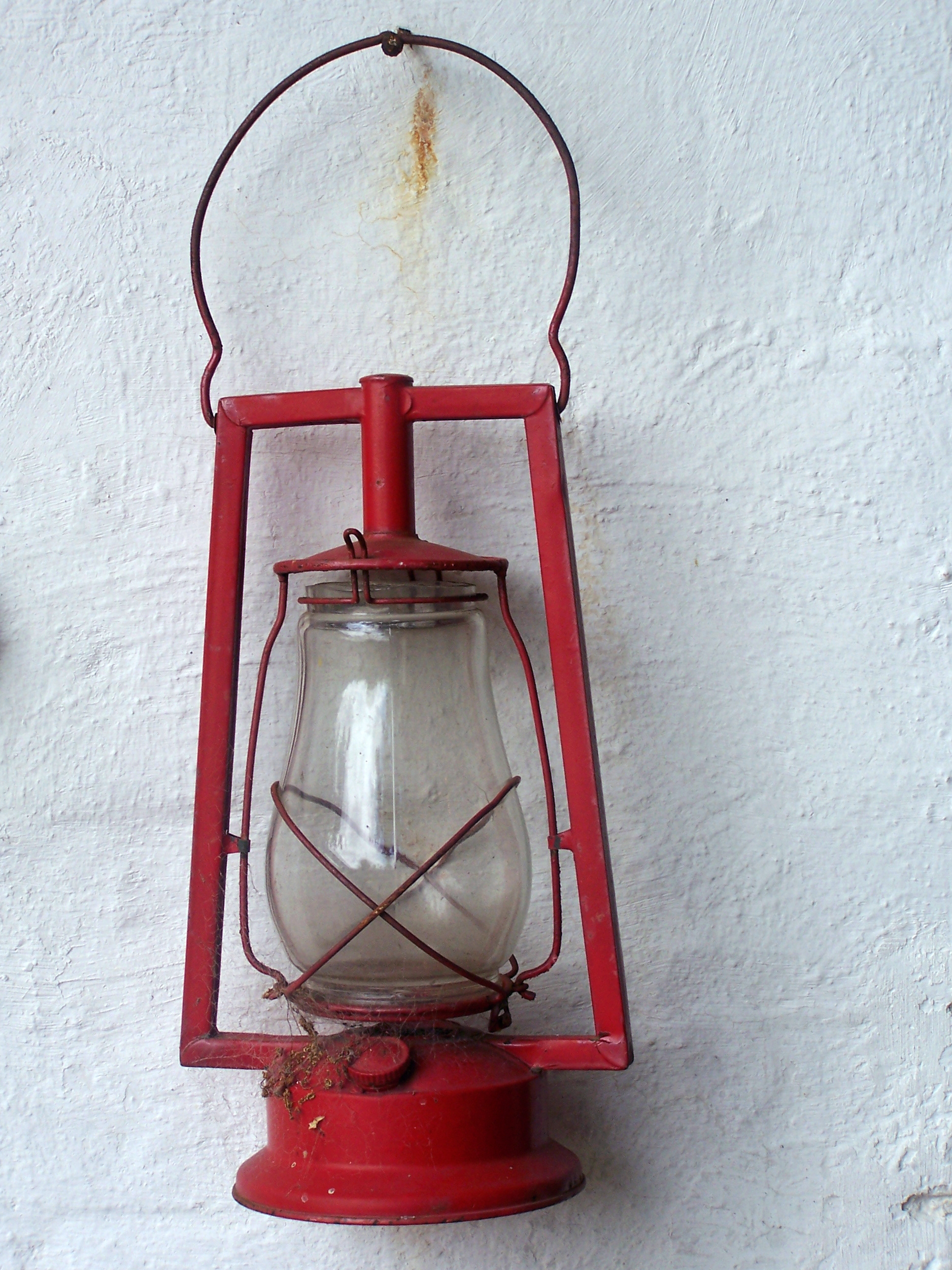
Stormlamp ("hot blast" type)

Een stormlantaarn of stormlamp is een lamp gestookt op olie, petroleum of lampolie die geschikt is om in moeilijke buitenomstandigheden licht te blijven geven.
De eerste oliegestookte versies kwamen al in Europa aan het eind van de negentiende eeuw op de markt en aan het basale ontwerp van een oliereservoir onderin, een lont met daaromheen een glazen omhulsel en een handvat is sindsdien weinig veranderd. De glazen kap wordt omhuld door een metalen frame om breken van het glas door stoten te voorkomen. Stormlampen worden gebruikt op schepen, tijdens de vakantie, tijdens buitenwerkzaamheden en overal waar men in soms slechte weersomstandigheden een zekere lichtbron wil hebben. Ze kunnen op een vlakke ondergrond worden neergezet, maar ook aan een oog worden opgehangen. Vaak zit er een hengsel aan waaraan de lamp gedragen kan worden. Mits op een veilige plaats opgesteld is de stormlantaarn het enige type petroleumlamp dat zonder toezicht kan blijven branden.
Kenmerkend aan de types Hot Blast en Cold blast stormlamp (zie hieronder) is dat de lucht niet vanaf de onderzijde wordt aangezogen maar aan de bovenzijde, door kleine gaatjes boven het lampenglas. Van daaruit daalt de lucht via twee metalen buizen naar de onderzijde van de brander. Dit maakt de luchttoevoer constanter bij sterke tocht of windvlagen rond de lamp. De verbrandingsgassen verlaten de lamp aan de bovenzijde langs de zijkant. Een afdekking voorkomt dat er water in de lamp valt.

## Hot blast en Cold blast
In tegenstelling tot het zogenoemde "dead flame" type, de eenvoudige meestgebruikte soort waarbij de lucht van onder wordt aangezogen, zijn stormlantaarns van het "hot blast" dan wel het "cold blast" type. Beide typen geven een helderder vlam dan "dead flame" type lampen. Afhankelijk van het type lamp is de neerwaartse luchtstroom al dan niet gemengd met verbrandingsgassen uit het afvoerkanaal. In een "hot blast" type lamp zijn de gassen gemengd, terwijl in een "cold-blast" type uitsluitend verse lucht naar de brander wordt geleid. Daardoor brandt dit type lamp feller dan de meeste andere olielampen, met uitzondering van die met een gloeikousje.